# Bucks Fizz
Bucks Fizz ist eine britische Popband, die für den Eurovision Song Contest 1981 gegründet wurde.

## Bandgeschichte
Bucks Fizz gewann am 4. April 1981 mit Making Your Mind Up den ESC knapp vor dem deutschen Beitrag. 1981 und 1982 gelangen mit The Land of Make Believe und My Camera Never Lies zwei weitere Nummer-eins-Hits. Bis 1986 konnten sich elf Singles in den britischen Top 20 platzieren, doch nach 1988 blieben die Erfolge aus.
Während der Rückkehr von einem Konzert in Newcastle stieß der Tourbus der Band 1984 mit einem Sattelzug zusammen. Es kam zu verschieden starken Verletzungen. Jay Aston schied nach einer Liebesaffäre mit dem Ehemann der Bandmanagerin 1985 aus der Band aus. Nachfolgerin wurde Shelley Preston. Die Band besteht bis heute in wechselnden Besetzungen. Bobby G. ist das einzig konstante Mitglied.
2004 gab es eine Wiedervereinigung von Baker, Nolan und Preston unter dem Namen The Original Bucks Fizz. Da Bobbys Frau Heidi Manton sich die Rechte am Gruppennamen Bucks Fizz sicherte, verlor das Trio vor Gericht 2011 und durfte den Namen The Original Bucks Fizz nicht weiter nutzen. Nach Namenswechseln zu OBF und Cheryl, Mike and Jay – Formerly of Bucks Fizz entstand 2017 The Fizz. 

## Originalbesetzung
- Jay Aston (* 4. Mai 1961 in London)
- Cheryl Baker (* 8. März 1954 in London, als Rita Crudgington)
- Bobby G. (* 23. August 1953 in Epsom, Surrey, als Robert Gubby)
- Mike Nolan (* 7. Dezember 1954 in Dublin)

## The Fizz (ab 2017 und Vorgänger)
- Jay Aston (ab 2009)
- Cheryl Baker (ab 2004)
- Bobby G. (vereinzelt bei The Original Bucks Fizz)
- Mike Nolan (2004 bis Ende 2024)
- Shelly Preston (2004 bis 2009)
- Bobby McVay (2015 bis 2018)

## Diskografie

### Alben
| Jahr           | Titel                   | Höchstplatzierung, Gesamtwochen, AuszeichnungChartplatzierungen (Jahr, Titel, Platzierungen, Wochen, Auszeichnungen, Anmerkungen) | Höchstplatzierung, Gesamtwochen, AuszeichnungChartplatzierungen (Jahr, Titel, Platzierungen, Wochen, Auszeichnungen, Anmerkungen) | Höchstplatzierung, Gesamtwochen, AuszeichnungChartplatzierungen (Jahr, Titel, Platzierungen, Wochen, Auszeichnungen, Anmerkungen) | Höchstplatzierung, Gesamtwochen, AuszeichnungChartplatzierungen (Jahr, Titel, Platzierungen, Wochen, Auszeichnungen, Anmerkungen) | Anmerkungen                              |
| Jahr           | Titel                   | DE | AT | CH | UK | Anmerkungen                              |
| -------------- | ----------------------- | --- | --- | --- | --- | ---------------------------------------- |
| als Bucks Fizz |                         | | | | |                                          |
|                |                         | | | | |                                          |
| 1981           | Bucks Fizz              | — | — | — | UK14 Gold · (28 Wo.)UK | Erstveröffentlichung: Juli 1981          |
| 1982           | Are You Ready           | DE61 (2 Wo.)DE | — | — | UK10 Gold · (23 Wo.)UK | Erstveröffentlichung: April 1982         |
| 1983           | Hand Cut                | — | — | — | UK17 Silber · (13 Wo.)UK | Erstveröffentlichung: März 1983          |
| 1984           | I Hear Talk             | — | — | — | UK66 (2 Wo.)UK | Erstveröffentlichung: November 1984      |
| 1986           | The Writing on the Wall | — | — | — | UK89 (1 Wo.)UK | Erstveröffentlichung: Dezember 1986      |
| als The Fizz   |                         | | | | |                                          |
|                |                         | | | | |                                          |
| 2017           | The F–Z of Pop          | — | — | — | UK25 (1 Wo.)UK | Erstveröffentlichung: 22. September 2017 |
| 2018           | Christmas with the Fizz | — | — | — | UK93 (1 Wo.)UK | Erstveröffentlichung: 16. November 2018  |
| 2020           | Smoke & Mirrors         | — | — | — | UK29 (1 Wo.)UK | Erstveröffentlichung: 5. März 2020       |
| 2023           | The Secret to Life      | — | — | — | UK31 (1 Wo.)UK | Erstveröffentlichung: 5. März 2020       |

grau schraffiert: keine Chartdaten aus diesem Jahr verfügbar
Weitere Alben
- 1982: El mundo de ilusion
- 1991: Live at the Fairfield Hall, Croydon
- 2014: Remixes and Rarities (2CDs)

### Kompilationen
| Jahr | Titel            | Höchstplatzierung, Gesamtwochen, AuszeichnungChartplatzierungen (Jahr, Titel, Platzierungen, Wochen, Auszeichnungen, Anmerkungen) | Höchstplatzierung, Gesamtwochen, AuszeichnungChartplatzierungen (Jahr, Titel, Platzierungen, Wochen, Auszeichnungen, Anmerkungen) | Höchstplatzierung, Gesamtwochen, AuszeichnungChartplatzierungen (Jahr, Titel, Platzierungen, Wochen, Auszeichnungen, Anmerkungen) | Höchstplatzierung, Gesamtwochen, AuszeichnungChartplatzierungen (Jahr, Titel, Platzierungen, Wochen, Auszeichnungen, Anmerkungen) | Anmerkungen                         |
| Jahr | Titel            | DE | AT | CH | UK | Anmerkungen                         |
| ---- | ---------------- | --- | --- | --- | --- | ----------------------------------- |
| 1983 | Greatest Hits    | — | — | — | UK25 (13 Wo.)UK | Erstveröffentlichung: November 1983 |
| 2007 | The Very Best Of | — | — | — | UK40 (1 Wo.)UK | Erstveröffentlichung: Mai 2007      |

Weitere Kompilationen
- 1983: Making Your Mind Up …
- 1986: New Beginning
- 1988: The Story so Far – The Very Best of Bucks Fizz
- 1992: The Best of & the Rest of Bucks Fizz Live
- 1992: Golden Days
- 1994: The Very Best of Bucks Fizz
- 1996: The Best of Bucks Fizz
- 1998: The Greatest Hits of Bucks Fizz
- 2003: The Greatest Hits
- 2005: Legends (3 CDs)
- 2005: The Ultimate Anthology (2 CDs)
- 2006: The Lost Masters: 25th Anniversary Album 1981–2006 (2 CDs)
- 2007: The Very Best Of (CD + DVD)
- 2008: The Lost Masters 2: The Final Cut (2 CDs)
- 2009: The Platinum Collection (4 CDs)
- 2011: Up Until Now … The 30th Anniversary Hits Collection
- 2013: Classic Collection 1981-1985

### Singles
| Jahr | Titel Album                                                   | Höchstplatzierung, Gesamtwochen, AuszeichnungChartplatzierungen (Jahr, Titel, Album, Platzierungen, Wochen, Auszeichnungen, Anmerkungen) | Höchstplatzierung, Gesamtwochen, AuszeichnungChartplatzierungen (Jahr, Titel, Album, Platzierungen, Wochen, Auszeichnungen, Anmerkungen) | Höchstplatzierung, Gesamtwochen, AuszeichnungChartplatzierungen (Jahr, Titel, Album, Platzierungen, Wochen, Auszeichnungen, Anmerkungen) | Höchstplatzierung, Gesamtwochen, AuszeichnungChartplatzierungen (Jahr, Titel, Album, Platzierungen, Wochen, Auszeichnungen, Anmerkungen) | Anmerkungen                              |
| Jahr | Titel Album                                                   | DE | AT | CH | UK | Anmerkungen                              |
| ---- | ------------------------------------------------------------- | --- | --- | --- | --- | ---------------------------------------- |
| 1981 | Making Your Mind Up Bucks Fizz                                | DE5 (21 Wo.)DE | AT1 (14 Wo.)AT | CH3 (10 Wo.)CH | UK1 Silber · (12 Wo.)UK | Erstveröffentlichung: 28. März 1981      |
| 1981 | Piece of the Action Bucks Fizz                                | DE35 (7 Wo.)DE | — | — | UK12 Silber · (9 Wo.)UK | Erstveröffentlichung: 6. Juni 1981       |
| 1981 | One of Those Nights Bucks Fizz                                | — | — | — | UK20 (10 Wo.)UK | Erstveröffentlichung: 15. August 1981    |
| 1981 | The Land of Make Believe Are You Ready?                       | DE3 (18 Wo.)DE | AT7 (10 Wo.)AT | — | UK1 (16 Wo.)UK | Erstveröffentlichung: 28. November 1981  |
| 1982 | My Camera Never Lies Are You Ready?                           | DE31 (7 Wo.)DE | — | — | UK1 Silber · (8 Wo.)UK | Erstveröffentlichung: 27. März 1982      |
| 1982 | Now Those Days Are Gone Are You Ready?                        | — | — | — | UK8 Silber · (9 Wo.)UK | Erstveröffentlichung: 19. Juni 1982      |
| 1982 | If You Can’t Stand the Heat Hand Cut                          | DE75 (1 Wo.)DE | — | — | UK10 Silber · (11 Wo.)UK | Erstveröffentlichung: 27. November 1982  |
| 1983 | Run for Your Life Hand Cut                                    | — | — | — | UK14 (7 Wo.)UK | Erstveröffentlichung: 12. März 1983      |
| 1983 | When We Were Young Greatest Hits                              | DE52 (7 Wo.)DE | AT20 (2 Wo.)AT | — | UK10 (8 Wo.)UK | Erstveröffentlichung: 18. Juni 1983      |
| 1983 | London Town Greatest Hits                                     | DE66 (4 Wo.)DE | — | — | UK34 (6 Wo.)UK | Erstveröffentlichung: 1. Oktober 1983    |
| 1983 | Rules of the Game Greatest Hits                               | — | — | — | UK57 (10 Wo.)UK | Erstveröffentlichung: 17. Dezember 1983  |
| 1984 | Talking in Your Sleep I Hear Talk                             | — | — | — | UK15 (9 Wo.)UK | Erstveröffentlichung: 25. August 1984    |
| 1984 | Golden Days I Hear Talk                                       | — | — | — | UK42 (5 Wo.)UK | Erstveröffentlichung: 27. Oktober 1984   |
| 1984 | I Hear Talk                                                   | — | — | — | UK34 (8 Wo.)UK | Erstveröffentlichung: 29. Dezember 1984  |
| 1985 | You and Your Heart so Blue Writing on the Wall                | — | — | — | UK43 (6 Wo.)UK | Erstveröffentlichung: 22. Juni 1985      |
| 1985 | Magical Writing on the Wall                                   | — | — | — | UK57 (3 Wo.)UK | Erstveröffentlichung: 14. September 1985 |
| 1986 | New Beginning (Mamba Seyra) Writing on the Wall               | — | — | — | UK8 (10 Wo.)UK | Erstveröffentlichung: 7. Juni 1986       |
| 1986 | Love the One You’re With Writing on the Wall                  | — | — | — | UK47 (3 Wo.)UK | Erstveröffentlichung: 30. August 1986    |
| 1986 | Keep Each Other Warm Writing on the Wall                      | — | — | — | UK45 (4 Wo.)UK | Erstveröffentlichung: 15. November 1986  |
| 1988 | Heart of Stone The Story so Far – The Very Best of Bucks Fizz | — | — | — | UK50 (3 Wo.)UK | Erstveröffentlichung: 5. November 1988   |
| 1998 | Making Your Mind Up ’98 –                                     | — | — | — | UK84 (2 Wo.)UK | Mixe von Paul Glenn und Wayne Tones      |

Weitere Singles
- 1981: Yo se que es amor
- 1981: Another Night
- 1982: Are You Ready
- 1982: Easy Love
- 1983: Pinball Wizard / Hot Stuff / Do You Think I’m Sexy / Knock on Wood / Rockin’ All Over the World (Medley)
- 1989: You Love, Love
- 2000: Never Gonna Give You Up